# Famille Järnefelt
La famille Järnefelt est une famille de la noblesse de Scandinavie et de Finlande.
La branche suédoise la plus ancienne s'est éteinte, tandis que la branche finlandaise la plus jeune survit. Des membres de la branche finlandaise ont immigré en Suède, de sorte qu'aujourd'hui la famille est représentée dans les deux pays. Les statistiques publiques disponibles en mai 2021 indiquent que 122 personnes portant ce nom résidaient en Finlande et que 22 personnes étaient enregistrées en Suède.
Au total, la famille compterait 144 personnes.

## Histoire
La famille Järnefelt descend de Dideric Keldunck, capitaine d'origine allemande au service de la Suède et qui vécut au début du XVIIe siècle. Deux de ses fils ont servi dans l'armée suédoise pendant la guerre de Trente Ans et ont été anoblis.
Wilhelm Keldunck (1617-1690) fut anobli en 1648 sous le nom de Jernsköld et fut introduit à la Maison de la noblesse en 1649 sous le numéro 431. Sa famille est éteinte depuis 1827.
Le frère Johan Keldunck (mort en 1666) fut anobli en 1651 sous le nom de Järnefelt et fut introduit à la Maison suédoise de la noblese en 1652 sous le numéro 536. L'orthographe Järnefelt devrait être l'originale, mais le nom a également été orthographié auparavant Jernefelt.
Johan Keldunck, anobli Järnefelt, devint lieutenant-colonel et eut six enfants, dont deux devinrent ancêtres pour chaque branche de la famille. Le fils aîné, également nommé Johan (décédé en 1681), devint capitaine et ancêtre d'une branche suédoise, qui s'éteignit en 1760 avec un de ses petits-fils.
Le fils cadet Gustaf (décédé en 1688) devint lieutenant dans le régiment d'infanterie Ostrobothnian et ancêtre de la branche finlandaise. L'existence de cette branche semble avoir été oubliée en Suède. Lorsque le dernier membre de la branche familiale suédoise mourut en 1760, la famille Järnefelt fut alors considérée comme éteinte et ses armoiries furent brisées. Après que les membres de la branche finlandaise se soient fait connaître et aient prouvé leur ascendance, la famille fut réintégrée en 1779 à la Riddarhuset.
Lors de la création de la Maison de la noblesse de Finlande, la famille Järnefelt y fut enregistrée en 1818 sous le numéro 42 parmi les nobles. La famille survécut en Suède du côté de l'épée jusqu'en 1837 avec le sous-officier Olof Alexander Järnefelt (né en 1775), qui avait choisi de continuer dans l'armée suédoise après 1809,.
Depuis 1954, la famille est à nouveau représentée à la Maison de la noblesse de Suède.

## Personnalités

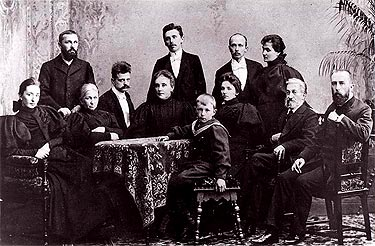
La famille d'Alexander Järnefelt.

- Aurora Fredrika Järnefelt (née Molander, 1800–1868),
- August Alexander Järnefelt (1833–1896), militaire
- Elisabeth Järnefelt (née Clodt von Jürgensburg, 1839–1929),
- Kasper Järnefelt (1859–1941), artiste peintre
- Arvid Järnefelt (1861–1932), écrivain
- Eero Järnefelt (1863–1937), artiste peintre
- Eero Järnefelt (1888–1970), diplomate
- Armas Järnefelt (1869–1958), compositeur
- Aino Sibelius, née Järnefelt (1871–1969), épouse de Jean Sibelius
- Johan Järnefelt (né en 1929), médecin
- John Järnefelt (1871–1941), écrivain
- Antti Järnefelt (1872–1948), écrivain
- Heikki Järnefelt (1891–1963), professeur
- Maikki Järnefelt (née Pakarinen, 1871–1929),
- Akseli Rauanheimo (jusqu'en 1906 Järnefelt, 1871–1932), politicien
- Uljas Rauanheimo  (jusqu'en 1906 Järnefelt, 1898–1963), écrivain
- Reino Rauanheimo (jusqu'en 1906 Järnefelt, 1901–1953), écrivain
- Gustaf Juhana Järnefelt (1901–1989), professeur[7]
- Yrjö Rauanheimo (jusqu'en 1906 Järnefelt, 1904–1949), journaliste
- Johan Järnefelt (1929-), professeur[7]
- Sofia Järnefelt (1982-), couturier,
- Jyrki Järnefelt,
- Richard Järnefelt (1963-), pianiste
- Jonna Järnefelt (1964-), actrice